# Parafia Wszystkich Świętych w Wałbrzychu
Parafia Wszystkich Świętych – parafia prawosławna w Wałbrzychu, w dekanacie Wrocław diecezji wrocławsko-szczecińskiej.
Na terenie parafii funkcjonuje 1 kaplica:
- kaplica Wszystkich Świętych w Wałbrzychu – parafialna (tymczasowa)

## Historia
Pierwsza placówka duszpasterska w Wałbrzychu powstała w 1948. Od 1949 nabożeństwa odbywały się w kościele ewangelickim przy ulicy Władysława Reymonta, a placówka wałbrzyska była filią parafii w Jeleniej Górze. W 1994 w kościele wybuchł pożar, spaliła się więźba dachu. Architekt z Białegostoku dr Jerzy Uścinowicz zaproponował wybudowanie cerkwi we wnętrzu wypalonego kościoła. Kościół, którego powierzchnia wynosi 464 metry kwadratowe, miał stanowić rodzaj płaszcza dla projektowanej cerkwi. Projektu jednak nie zrealizowano, a sama świątynia nie jest obecnie własnością Polskiego Autokefalicznego Kościoła Prawosławnego.
Początkowo parafia liczyła około 300 osób, na początku XXI w. wspólnotę tworzyło kilkanaście rodzin. Od 2. dekady XXI w. obserwuje się wzmożoną aktywność parafii; zorganizowano m.in. chór parafialny oraz punkt katechetyczny (2014). Nabożeństwa odbywają się w prowizorycznej kaplicy przy ulicy Adama Mickiewicza 31. Planowana jest budowa nowej świątyni (w maju 2019 r. pozyskano działkę, na której ma stanąć cerkiew, przy ulicy Przemysłowej 17).

## Wykaz proboszczów
- 1950–1983 – ks. Stefan Biegun (administrator)
- – ks. Antoni Aniśkiewicz (administrator)
- – ks. Piotr Sokołowski
- – ks. Eugeniusz Cebulski
- 2004–2011 – ks. Anatol Kozicki
- – ks. Marek Kiślak (obecnie)[4]